# Aszur-taklak (abarakku)
Aszur-taklak (akad. Aššur-taklāk, w transliteracji z pisma klinowego zapisywane maš-šur-tak/tàk-lak; tłum. „W Aszurze pokładam zaufanie”) – wysoki dostojnik za rządów asyryjskiego króla Adad-nirari III (810-781 p.n.e.), pełniący na dworze królewskim urząd abarakku (masennu), czyli „szambelana” (Glassner) lub „skarbnika” (Mattila); z asyryjskich list i kronik eponimów wiadomo, iż w 805 r. p.n.e. sprawował też urząd eponima (akad. limmu).